# هدرانج دافيدي
هدرانج دافيدي (الاسم العلمي:Hydrangea davidii) هو نوع من النباتات يتبع جنس الهدرانج من الفصيلة الهدرانجية.